# Müllheim (Szwajcaria)
Müllheim (gsw. Müle) – miejscowość i gmina (Politische Gemeinde) w północno-wschodniej Szwajcarii, w kantonie Turgowia, w okręgu (Bezirk) Frauenfeld. Leży nad rzeką Thur.

## Demografia
W Müllheimie mieszkają 3 182 osoby. W 2021 roku 19,5% populacji gminy stanowiły osoby urodzone poza Szwajcarią. 

## Transport
Przez teren gminy przebiegają autostrady A7 i A23 oraz droga główna nr 1.